# مايك أووسو
مايك أووسو (بالإنجليزية: Mike Owusu)‏ هو لاعب كرة قدم غاني في مركز الدفاع، ولد في 1977 في غانا. لعب مع نادي مالمو.